# Вибори до Миколаївської обласної ради 2006
Вибори до Миколаївської обласної ради 2006 — вибори до Миколаївської обласної ради, що відбулися 26 березня 2006 року. Це були перші вибори до Миколаївської обласної ради, що проводилися за пропорційною виборчою системою. Для того, щоб провести своїх представників до Миколаївської обласної ради, партія чи блок мусила набрати не менше 3% голосів виборців.

## Результати виборів
| Розподіл голосів   | Розподіл голосів   | Розподіл голосів | Розподіл голосів | Розподіл голосів |
| ------------------ | ------------------ | ---------------- | ---------------- | ---------------- |
|                    |                    |                  |                  |                  |
| ПР (53)            | ПР (53)            |                  | 31.56%           | 31.56%           |
| БЮТ (18)           | БЮТ (18)           |                  | 10.53%           | 10.53%           |
| Блок Вітренко (14) | Блок Вітренко (14) |                  | 8.25%            | 8.25%            |
| Блок Литвина (11)  | Блок Литвина (11)  |                  | 6.36%            | 6.36%            |
| КПУ (7)            | КПУ (7)            |                  | 4.44%            | 4.44%            |
| «Наша Україна» (6) | «Наша Україна» (6) |                  | 3.54%            | 3.54%            |
| СПУ (6)            | СПУ (6)            |                  | 3.50%            | 3.50%            |
| Партія зелених (5) | Партія зелених (5) |                  | 3.27%            | 3.27%            |

Таким чином,  миколаївська облрада стала єдиною, у якій представництво отримали зелені.
Примітка: На діаграмі зазначені лише ті політичні сили,  які подолали  3 % бар'єр
 і провели своїх представників до Миколаївської обласної ради.
 В дужках — кількість отриманих партією чи бльоком мандатів